# Poulx
Poulx ist eine französische Gemeinde mit 4265 Einwohnern (Stand 1. Januar 2022) im Département Gard der Region Okzitanien.

## Geografie
Das Dorf liegt nordöstlich der Garrigue und sechs Kilometer von Nîmes entfernt. Im Dorf kreuzen sich die Departementsstraßen nach Nîmes und Uzès.

## Kultur und Sehenswürdigkeiten
- Kirche Saint-Michel aus dem 11. Jahrhundert (seit 1973 Monument historique)
- Kiefernwald am südlichen Ortseingang[2]

## Demografie

### Bevölkerungsentwicklung
1962 hatte die Gemeinde nur 160 Einwohner. Die Zahl ist zu Beginn des 21. Jahrhunderts auf mehr als 4000 angestiegen. Allerdings ist das Siedlungsgebiet von Naturschutzgebieten umgeben, sodass die Bevölkerung höchstens auf rund 4500 Einwohner ansteigen könnte.
| Jahr      | 1962 | 1968 | 1975 | 1982 | 1990 | 1999 | 2008 | 2017 |
| Einwohner | 160  | 190  | 382  | 723  | 1630 | 3148 | 4068 | 3933 |

### Altersstruktur
34 Prozent der Bevölkerung sind 19 Jahre alt oder jünger. Drei Prozent der Bevölkerung sind 75 Jahre alt oder älter.